# Victor Hémery
Victor Hémery (18 de noviembre de 1876 - 9 de septiembre de 1950) fue un piloto francés, campeón de carreras de principios de la era de los Grandes Premios.

## Semblanza

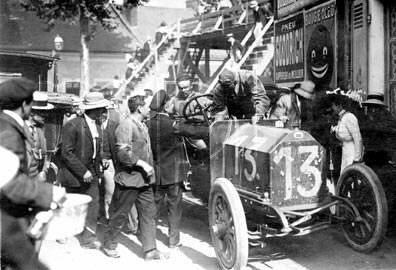
Victor Hémery en el Grand Prix de Francia (1911)

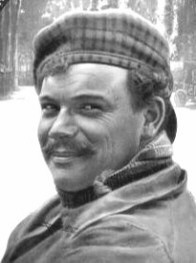
Victor Hémery en 1912

Hémery nació en Sillé-le-Guillaume, Sarthe, Francia. En 1904 se unió a Automóviles Darracq Francia como su principal piloto probador y ayudó a preparar automóviles para competir en la Copa Gordon Bennett de ese año. Condujo un Opel-Darracq alemán a la victoria en la prueba Hamburgo-Bahrenfeld.
1905 fue su año más exitoso en su carrera como piloto. En agosto de 1905, se adjudicó con un Darracq la victoria en el Circuito de las Ardenas en Bastoña, Bélgica, y en octubre de 1905 ganó la Copa Vanderbilt en Long Island, Nueva York, superando a Felice Nazzaro, Louis Chevrolet y Ferenc Szisz. El 30 de diciembre de 1905 estableció un récord mundial de velocidad en 109,65 mph (176,5 kilómetros por hora) en Arlés, Francia, conduciendo un Darracq. En 1951, Hémery recibió el título del Campeonato de Monoplazas de Estados Unidos de 1905 en forma retroactiva.
Dejó Darracq para unirse a Carl Benz en 1907 y en 1908 ganó la carrera desde San Petersburgo a Moscú y terminó segundo en el Gran Premio de Francia. Obtuvo otro segundo puesto detrás de Louis Wagner en el Gran Premio de los Estados Unidos en Savannah, Georgia. El 8 de noviembre de 1909 estableció otro nuevo récord de velocidad en Brooklands, estableciendo un registro de 202,691 km/h (125,9 millas por hora) pilotando el famoso "Blitzen Benz" (en alemán, el "Relámpago Benz"). En 1910, el equipo de Benz terminó 1 y 2 en las dos rondas del Gran Premio de los Estados Unidos, solo 1.42 segundos por detrás del ganador, David Bruce-Brown, en el final de un Gran Premio más competido hasta la fecha en ese momento. En 1911, Hémery ganó el Gran Premio de Francia disputado en el Circuito de la Sarthe en un FIAT S61.
Victor Hémery murió en Le Mans, Francia, el 9 de septiembre de 1950, con 73 años de edad.